# Adolfo Camilo Díaz López
Adolfo Camilo Díaz López est un écrivain et dramaturge de langue asturienne né à Caborana dans la commune d'Aller en 1963). Il obtient une licence en histoire à l'Université d'Oviedo.
À l'âge de 16 ans, il crée une petite troupe de théâtre expérimental Güestia. Dans ce contexte, il fait la connaissance de Xuan Bello. La troupe se dissout pour créer un groupe de rock du même nom, qui sortira un album Inaux.
En 1984, il forme une autre formation théâtrale appelée Amorecer, qui présente parmi les œuvres El suañu la razón (le rêve de la raison) (1985), un patchwork basé sur des textes de Goethe, Kafka, Mediero et de lui-même.
Dans ce contexte institutionnel, Adolfo Camilo Díaz López travaille actuellement[Quand ?] comme animateur socio-culturel pour les municipalités de Carreño et Corvera et assume depuis 2004 la fonction de directeur culturel de la ville d'Avilés tout en prenant part aux décisions du conseil d'administration de la Radiotelevisión asturiana.

## Son œuvre
- Narrative :
  - Añada pa un güeyu muertu (Berceuse pour un œil mort), 1985, prix Xoxefa de Xovellanos ;
  - L’otru Sherlock Holmes (L'autre Sherlock Holmes), 1986 ;
  - Pequeña lloba enllena d’amor  (Petite louve pleine d'amour), 1988, Prix du roman de l'Académie de la langue asturienne ;
  - Miénteme, dime la verdá  (Mens-moi, dis-moi la vérité), 1989 ;
  - L’home que quería ser estatua (L'homme qui voulait être une statue), 1991 ;
  - Diariu de viaxe (Journal de voyage), 1995, Prix Xoxefa Xovellanos ;
  - El vientre del círculu (Le ventre du cercle), 1996 ;
  - Venus, Occidente y otros cuentos éticos (Vénus, Occident et d'autres contes éthiques), 1997 ;
  - Nunca nun te fíes de la xente que nun enseña los dientes al rise (Ne fais jamais confiance aux gens qui ne montrent pas leurs dents quand ils rient), 1998 ;
  - Nueche (Nuit), 2002 ;
  - Suañé Cabu Verde. Nunca ye endemasiao tiempu (J'ai rêvé le Cap Vert. Ce n'est jamais trop de temps),  2003.
- Histoires pour enfants
  - Blugás (Prímula I), 1993 ;
- Théâtre:
  - Psicokiller, 1993 ;
  - País. Una traxicomedia asturiana (Pays. Une tragicomédie asturienne), 2004 ;
- Monologues
  - Nelón y el sexu sentíu (y otros socedíos) (Nelón et le sexe bien senti (et autres événements), 2002 ;
- Essai :
  - Pentimento I, 1992 ;
  - El teatru popular asturianu (Le théâtre populaire asturien), 2002 ;
- Traductions :
  - José Viale Moutinho : Mázcares venecianes, 1989 ;
  - José Viale Moutinho :  Cuentos fantásticos (en collaboration avec Xandru Fernández), 1992 ;
  - Jules Verne : L’eternu Adán, 1992 ;
  - José Viale Moutinho : Nombres de árboles quemados, 1993.